# Selasphorus flammula
El colibrí volcanero (Selasphorus flammula), también llamado estrella volcanera (en Panamá) o chispita volcanera (en Costa Rica), es una especie de ave apodiforme de la familia Trochilidae —los colibríes— perteneciente al género Selasphorus. Es nativo del sureste de América Central.

## Distribución y hábitat
Se distribuye por la cordillera Volcánica Central de Costa Rica y en la cordillera de Talamanca en Costa Rica y oeste de Panamá.
Esta especie es considerada común en sus hábitats naturales: las zonas abiertas cubiertas de maleza en las laderas de las montañas altas; los pastizales de páramo y los hábitats similares al páramo (claros, bordes de bosque, matorrales, etc.). También en el subpáramo, ciénagas, matorrales secundarios en cicatrices de deslizamientos de tierras o depósitos de ceniza volcánica, pastizales de matorral de tierras altas y bordes de caminos, claros y bordes de bosque frondoso achaparrado y linderos de bosque más alto. Entre 1800 y 3800 m de altitud, más abundante alrededor de los 2400 m.

## Descripción
Mide tan sólo 7,5 cm de longitud. El macho pesa 2,5 g y la hembra 2,8 g. Su pico negro es corto y recto. El colibrí volcanero adulto tiene el dorso verde bronce y los bordes de la cola rojizo y negro. El color de la garganta varía según la zona, siendo gris-morado en la cordillera de Talamanca; rojo en las montañas del Poás-Barva; y de color rosa púrpura en la zona de Irazú-Turrialba. El resto de las partes inferiores son blancas. La hembra es similar, pero su cuello es blanco con manchas oscuras. Las aves jóvenes se parecen a la hembra, pero tienen franjas beige en la parte superior del plumaje.

## Comportamiento
La hembra es completamente responsable de la construcción de nidos y la incubación. Esta pone dos huevos blancos en su pequeño nido a entre uno y cinco metros de altura, en los matorrales o en una raíz.
El alimento de esta especie es el néctar, tomado de una gran variedad de flores pequeñas, incluyendo Salvia y Fuchsia, y normalmente otras especies polinizadas por insectos. Al igual que otros colibríes, este también come algunos pequeños insectos como una fuente esencial de proteínas. En la temporada de cría el macho es visible en espacios abiertos con flores y defiende sus territorios de alimentación de manera agresiva con vuelos bruscos. Su canto es una especie de silbido.
Esta especie se sustituye a altitudes más bajas por su pariente, el colibrí centelleante Selasphorus scintilla.

## Curiosidades
A partir del 2011, esta especie de colibrí sale retratado en el reverso de los billetes de ₡20.000 costarricenses.

## Sistemática

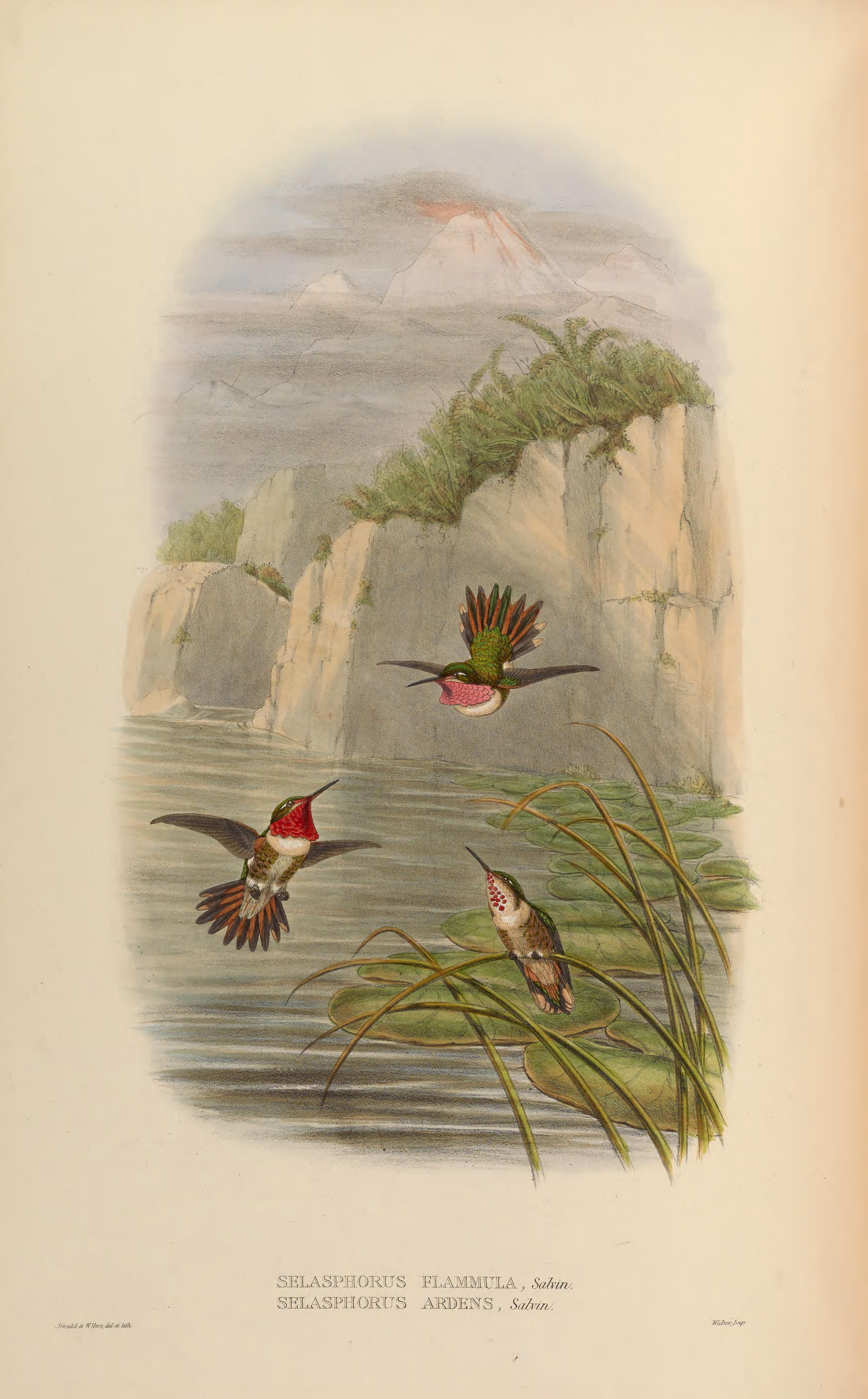
Selasphorus flammula y Selasphorus ardens, ilustración de Gould y Hart en A monograph of the Trochilidae, or family of humming-birds Supplement, 1880.

### Descripción original
La especie S. flammula fue descrita por primera vez por el zoólogo británico Osbert Salvin en 1865 bajo el mismo nombre científico; su localidad tipo es: «Volcán de Cartago», es decir «Volcán Irazú, Costa Rica».

### Etimología
El nombre genérico masculino «Selasphorus» se compone de las palabras del griego «selas» que significa ‘luz, llama’, y «phoros» que significa ‘que lleva’; y el nombre de la especie «flammula», es un diminutivo de la palabra del latín «flamma» que significa ‘llama’.

### Taxonomía
Las distribuciones de cría de las subespecies son alopátricas, pero los movimientos post-reproductores pueden dar lugar a que algunas subespecies se superpongan en la temporada no reproductiva, en particular torridus en el área de distribución de flammula o de simoni.

### Subespecies
Según las clasificaciones del Congreso Ornitológico Internacional (IOC) y Clements Checklist/eBird  se reconocen tres subespecies, con su correspondiente distribución geográfica:
- Selasphorus flammula flammula Salvin, 1865 – Costa Rica Central (volcanes Irazú y Turrialba).
- Selasphorus flammula torridus Salvin, 1870 – Sur de Costa Rica (Cordillera de Talamanca) y extremo oeste de Panamá (volcán Barú).
- Selasphorus flammula simoni Carriker, 1910 – Costa Rica central (volcanes Poás y Barva).